# Макленбург, Люси
Люси Макленбург (англ. Lucy Mecklenburgh; род. 24 августа 1991, Хаверинг,Лондон, Великобритания) — британская гламурная модель, актриса и предприниматель.

## Ранняя жизнь
Родилась 24 августа 1991 года в Хаверинге, Лондон, Англия.

## Карьера

### Единственный путь в Эссекс
Известность Макленбург пришла после того, как она стала участницей сериала реалити-шоу ITV2 «Единственный путь в Эссекс». Там она исполнила роль девушки, работающей моделью в агентстве Lauren G. Потом она начала строить отношения с Марком Райтом. После разрыва с Райтом начала встречаться с Марио Фальконе.
Также открыла свой собственный магазин 'Lucy’s Boutique'.

## Кувырки
Была в отношениях с актёром сериала «Кувырки» Билли Джорджем.

## Личная жизнь
Встречалась с Марио Фальконе, а затем была в отношениях с Луисом Смитом. Также встречалась с участником The Wanted Максом Джорджем.